# Wielichówko
Wielichówko (niem. Münsterberg) – osada w Polsce położona w województwie zachodniopomorskim, w powiecie stargardzkim, w gminie Kobylanka, położona 6 km na północ od Kobylanki (siedziby gminy) i 13 km na północny zachód od Stargardu (siedziby powiatu).
W latach 1975–1998 miejscowość administracyjnie należała do województwa szczecińskiego.

## Nazwa
Nazwa jest tzw. chrztem nazewniczym i ma charakter pseudodzierżawczy. Powstała przez dodanie do nazwy osobowej Wielich formantu -ówko. Pierwotna nazwa niemiecka, wzmiankowana po raz pierwszy w 1896, ma charakter topograficzny-metaforyczny i składa się z dwóch członów – nazw pospolitych: Münster „katedra” i Berg „góra”. Przejściowa nazwa używana w początkowych latach po II wojnie światowej, Lisia Góra, została przeniesiona z nazw innych miejscowości w Polsce.